# Bukan

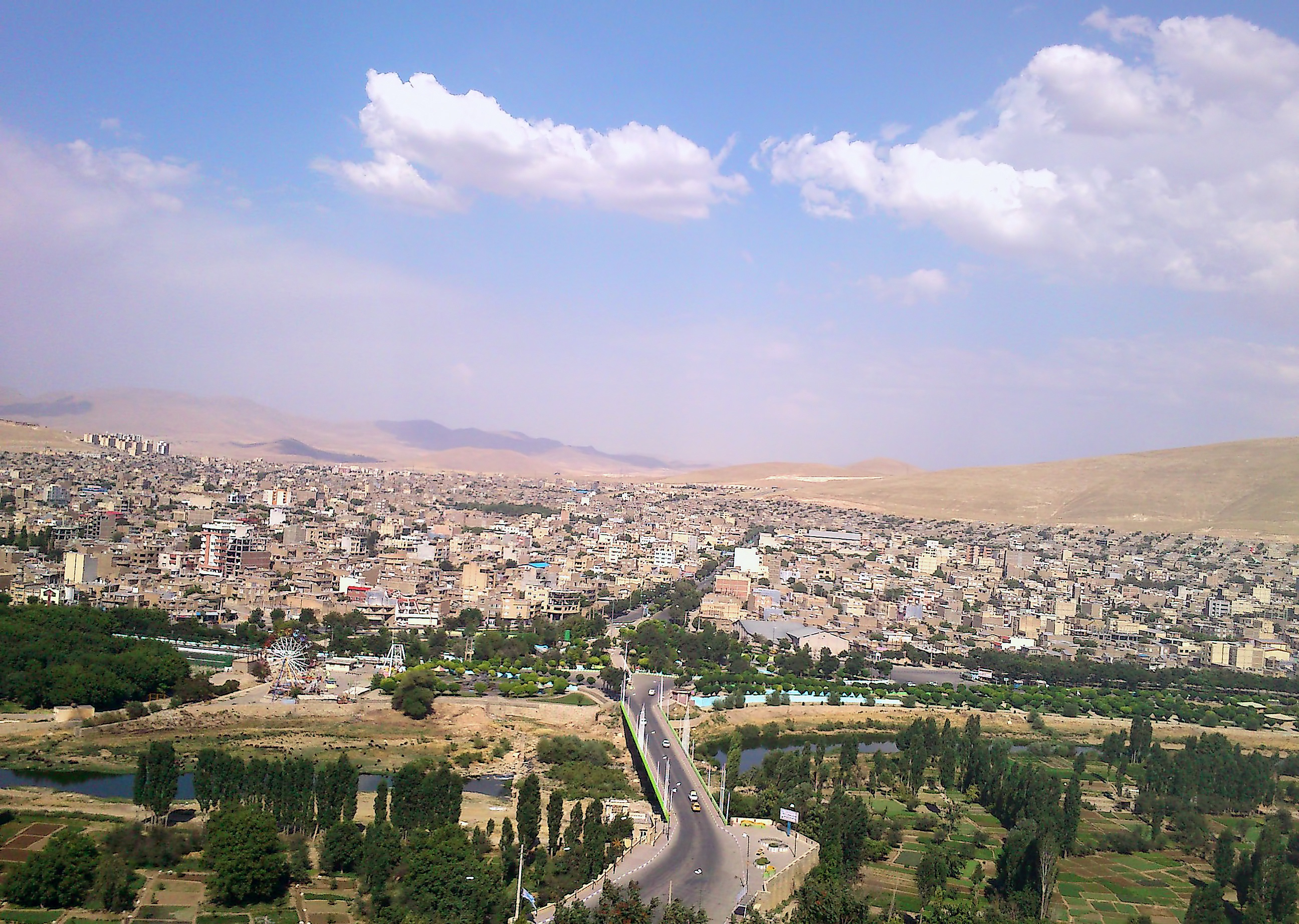
Bukan

Format:Kurds
Bukan este un oraș din Iran.